# Catedral de Mondoñedo
La catedral basílica de la Virgen de la Asunción de Mondoñedo es, junto con la concatedral de Ferrol, una de las sedes episcopales de la diócesis de Mondoñedo-Ferrol, en Galicia (España). Recibe el sobrenombre de la "Catedral arrodillada" por sus perfectas proporciones y escasa altura.
Fue declarada Monumento Nacional el 23 de mayo de 1902. El papa Juan XXIII, mediante una bula fechada el 9 de marzo de 1959, la nombró basílica.
En su interior se encuentra el museo catedralicio y diocesano "Santos San Cristóbal", fundado en 1969, que cuenta con importantes obras de arte religioso, siendo uno de los más importantes de Galicia en su género.
En 2015, en la aprobación por la Unesco de la ampliación del Camino de Santiago en España a «Caminos de Santiago de Compostela: Camino francés y Caminos del Norte de España», fue incluido como uno de los bienes individuales (n.º ref. 669bis-015) del camino costero.

## Orígenes
A mediados del siglo IX, un conjunto de monjes se asentó junto al Cantábrico. Alfonso III de Asturias dio su beneplácito al asentamiento configurando en cierta forma la nueva diócesis. En 866, el obispado de Lugo cedió terrenos al norte de sus dominios, próximos al mar Cantábrico, dando origen a la diócesis mindonense y creándose el Monasterio de San Martín de Mondoñedo como sede de la misma.
Debido a su proximidad al mar y el peligro de las frecuentes incursiones de los pueblos del norte (normandos y vikingos), los obispos pensaron en la necesidad de trasladarse a tierras del interior. Los obispos de la sede mindonense consiguieron la autorización del papa y los reyes de trasladar la sede de la diócesis a la actual Mondoñedo alrededor del año 1112. Entonces se vio la necesidad de la construcción de una nueva sede catedralicia, la actual.

## Características y evolución histórica

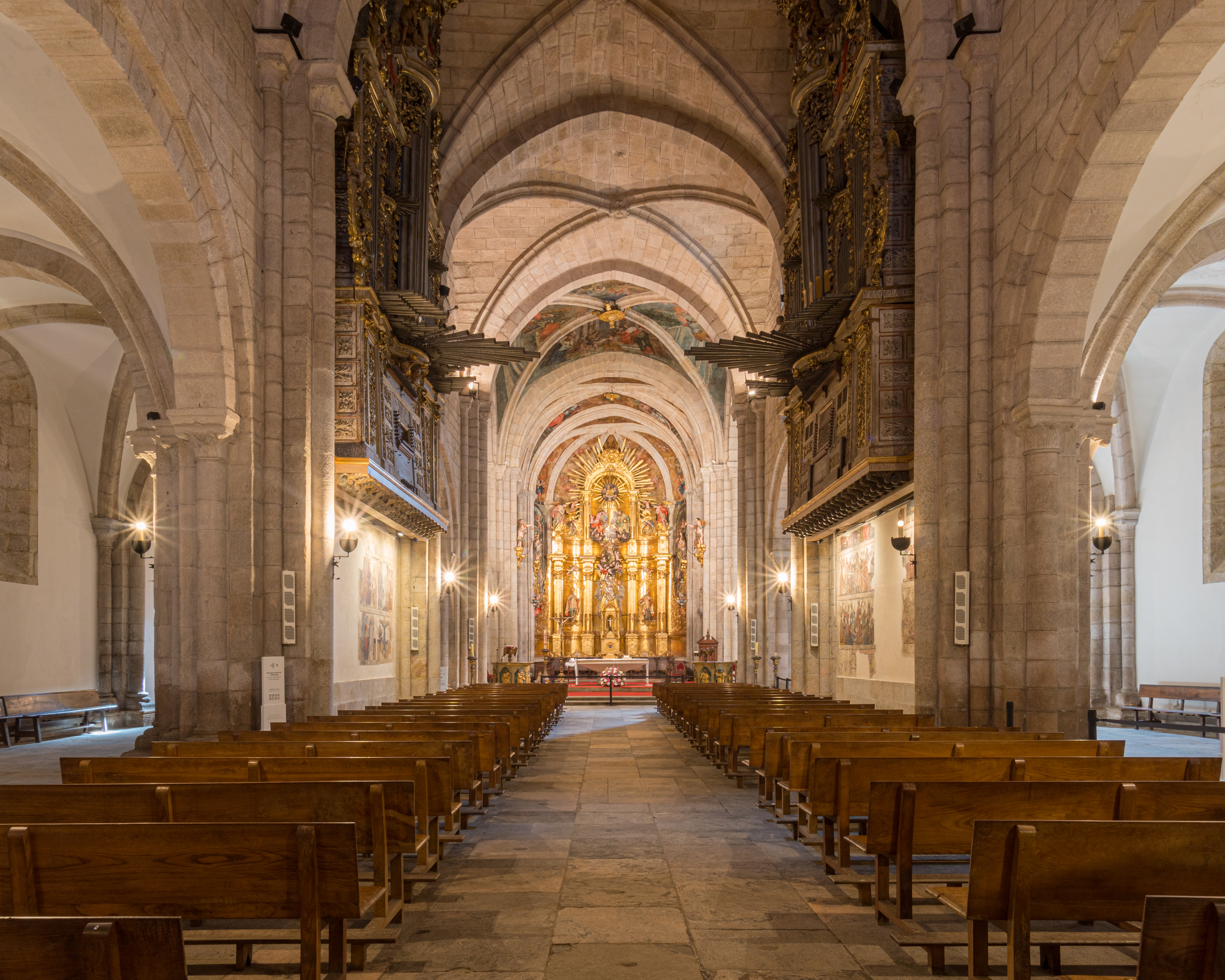
Vista general del interior

El templo, de estilo románico con añadidos y reformas posteriores, se comenzó a construir en 1219 y en 1246 estaría avanzada la obra, aunque se concluyó durante los siglos XIII y XIV. La catedral en su estructura inicial tenía tres ábsides; el mayor y dos menores.
La catedral actual es un edificio de tres naves, con bóveda de crucería sobre arcos apuntados. La fachada del templo se compone de tres grandes ojivas que se corresponden con las tres naves. La fachada occidental posee un rosetón del siglo XIV de 5 metros de diámetro con vidrieras policromadas. Está flanqueada por dos imponentes torres, decoradas con motivos heráldicos.
En el interior se encuentra el Museo de arte sacro, disponiéndose sus obras en las naves laterales del templo. El retablo mayor actual, obra de Fernando de Terán, es rococó, con columnas neoclásicas. Posee dos cuerpos, el primero con la Asunción de la Virgen y el segundo representando el misterio de la Santísima Trinidad.
Durante la Edad Media se construyó un coro de piedra que fue sustituido a principios del siglo XVI por uno de madera. En este siglo también se construyó la girola y finales del mismo la sacristía.
El claustro es del siglo XVII, de planta cuadrada con arcos de medio punto y columnas dóricas. Fue reconstruido por Diego Ibáñez Pacheco.
En el siglo XVIII se remodeló la fachada y se añadieron las torres.

## Estilos
La catedral posee varios estilos debido a las sucesivas ampliaciones y reformas a lo largo del tiempo. Fue construida sobre bases románicas, aunque sufrió ampliaciones barrocas.
En la puerta principal y el ábside mayor se pueden ver sus orígenes románicos.
Por otro lado tanto el crucero y la sacristía son de estilo Gótico, así como el rosetón de la fachada occidental. Las pinturas de la nave central situadas bajo los órganos también se enmarcan en el Gótico. Entre estas pinturas cabe destacar la perteneciente a la escena de la Degollación de los Inocentes. La sillería del coro, tallada en madera de nogal, pertenecen igualmente a este estilo.
El claustro, reformado a principios del siglo XVII es de estilo clásico. En el centro existe un cruceiro gótico, que probablemente pertenecía al primitivo claustro.